# キング (1980年代のイギリスのバンド)
キング (King) は、1984年に結成された、イギリスのニュー・ウェイヴ、ポップ・バンド。1985年に音楽チャートで成功を収め、全英シングルチャートで2位まで上昇した「ラブ&プライド (Love & Pride)」によって、最もよく知られている。一年あまりの間に、トップ20入りを果たしたアルバム2枚はいずれもゴールドディスクとなり、トップ30入りしたシングル5枚を出した。
バンド名は、リード・シンガーのポール・キングの姓に由来する。

## 概要
このバンドは、もともとコヴェントリーで活動していたザ・リラクタント・ステレオタイプス (The Reluctant Stereotypes) というロック/スカ・バンドのメンバーの一部が、音楽プロデューサーのポール・サンプソン (Paul Sampson) と組んで結成したものである。ザ・リラクタント・ステレオタイプスが解散した後、ボーカルだったポール・キングはザ・ロー・スクリーンズ (The Raw Screens) を結成したが、このバンドは、ポール・キングやそのマネージャーだったペリー・ヘインズ (Perry Haines) が「2トーン」にかけて「マルチ・トーン (Multi Tone)」と称する独自の演奏スタイルを確立し、1983年にはグループを再結成して、バンド名を自分の姓から名付けキングと名付けた。
リード・ボーカルのポール・キングは、「オウム」を思わせる髪型に、スプレーでペイントされたドクターマーチンのブーツという格好で、「まるで『チキ・チキ・バン・バン』のチャイルドキャッチャー」と評された。このバンドは全英アルバム・チャートのトップ20に入ったアルバムをCBSレコードから出したが、両作ともリチャード・ジェイムス・バージェスがプロデュースとミックスを担当し、デビュー・アルバムの『Steps in Time』では、ほとんどのドラムスの演奏もした（2作目の『薔薇伝説 (Bitter Sweet)』では、エイドリアン・リリーホワイト (Adrian Lillywhite) がドラムスを担当した）。いずれのアルバムもゴールドディスクとなって、5曲がヒットシングルとなり、なかでも「ラブ&プライド」は全英2位のヒットとなった。
成功の最中にありながら、バンドは1986年に解散してしまう。ポール・キングは1987年に、アメリカ合衆国の音楽プロデューサーダン・ハートマンのプロデュースによって、ソロ・アルバム『Joy』をリリースした。。しかし1988年以降は、ミュージシャンとしてテレビへの出演の機会は少なくなったが、MTVやVH1でビデオジョッキー（VJ：司会者）として1990年代まで活動した。21世紀に入るとシニアプロデューサーとして音楽番組製作の裏方に回った。
1998年には、『The Best of King - Love & Pride』と題されたコンピレーション・アルバムがリリースされ、バンドのヒット曲や特徴的な曲、ポール・キングのソロとしてのマイナー・ヒット「I Know」など18曲が収録された。
このバンドの楽曲で、アメリカ合衆国のチャートである Billboard Hot 100 に入ったのは、1985年9月に55位まで上昇した「ラブ&プライド」だけであった。

## ラインナップ
- ポール・キング - ボーカル
- ミック・ロバーツ (Mick Roberts) - キーボード、バッキング・ボーカル
- アンソニー・"トニー"・ウォール (Anthony "Tony" Wall) - ベース
- ジム・"ジャック"・ランツベリー (Jim "Jackal" Lantsbery) - ギター
- ジョン・ヒューイット (John Hewitt) / エイドリアン・リリーホワイト / コリン・ヘインズ (Colin Heanes) - ドラムス

## ディスコグラフィ

### シングル
| Year                                       | A面                                                               | B面 | 全英シングルチャート |
| ------------------------------------------ | ----------------------------------------------------------------- | --- | -------------------- |
| 1984年4月 CBS                              | ラブ&プライド ("Love & Pride") (12": Body & Soul Mix)             | "Don't Stop" "Classic Strangers" (12")                                                                              | 84                   |
| 1984年8月 CBS                              | "Soul On My Boots" (12": Rub-A-Dub Mix)                           | "Ain't No Doubt" "Fools" (12")                                                                                      | -                    |
| 1984年4月10日 CBS                          | "Won't You Hold My Hand Now" (12": Heavy Times Mix)               | "Endlessly" "Never Ending" (12")                                                                                    | -                    |
| 1985年1月 CBS A4948 再発売 7", 12"         | ラブ&プライド ("Love & Pride") (12": Body & Soul Mix)             | "Don't Stop" "Classic Strangers" (12")                                                                              | 2                    |
| 1985年3月 CBS 7", limited double 7"**, 12" | "Won't You Hold My Hand Now" (remix) (12":Youth Mix)              | "Fish" (Reprise) (Live, Glasgow 26.1.85) "Won't You Hold My Hand Now" (Encore, Live)** "And As For Myself" (Live)** | 24                   |
| 1985年8月 CBS 7", 12"                      | 愛のなごり ("Alone Without You") (12": Scorcher Mix)              | "I Kissed The Spiky Fridge" (Rock Hard Mix) ラブ&プライド ("Love & Pride" USA Summer Mix) (12")                     | 8                    |
| 1985年10月 CBS A6618 7", 12"               | 薔薇に口づけ ("The Taste Of Your Tears") (12": Breaker Heart Mix) | "Crazy Party" "Alone Without You" - The Reprise (12")                                                               | 11                   |
| 1986年1月 CBS QTA6761                      | トーチャー ("Torture") (12": PF Extended Mix)                     | "Groovin' With The Kings" 愛の掟 ("These Things" Reprise)(12")                                                      | 23                   |
| 1987年 CBS PKING1 Paul King solo           | "I Know"                                                          | "Some Risks" | 59                   |
| 1987年 CBS PKING2 Paul King solo           | "Follow My Heart" (12": Heartbeat Mix)                            | "Love, Pride and Brutality"                                                                                         | -                    |
| 1987年 CBS Paul King solo                  | "Smug and Irritating"                                             | ? | -                    |

### アルバム
- Steps in Time (1984) - キング- - 全英アルバムチャート 最高6位[4]
- 薔薇伝説 - Bitter Sweet (1985) - キング- 全英アルバムチャート 最高16位[4]
- Joy (1987) - ポール・キングのソロ
- The Best of King - Love & Pride (1998) - キングとポール・キングの楽曲のコンピレーション